# Lewisville (Minnesota)
Lewisville és una població dels Estats Units a l'estat de Minnesota. Segons el cens del 2000 tenia 274 habitants.

## Demografia
Segons el cens del 2000, Lewisville tenia 274 habitants, 113 habitatges, i 70 famílies. La densitat de població era de 364,8 habitants per km².
Dels 113 habitatges en un 32,7% hi vivien nens de menys de 18 anys, en un 50,4% hi vivien parelles casades, en un 7,1% dones solteres, i en un 37,2% no eren unitats familiars. En el 31,9% dels habitatges hi vivien persones soles el 15,9% de les quals corresponia a persones de 65 anys o més que vivien soles. El nombre mitjà de persones vivint en cada habitatge era de 2,42 i el nombre mitjà de persones que vivien en cada família era de 3,03.
Per edats la població es repartia de la següent manera: un 29,9% tenia menys de 18 anys, un 5,8% entre 18 i 24, un 25,5% entre 25 i 44, un 20,1% de 45 a 60 i un 18,6% 65 anys o més.
L'edat mediana era de 38 anys. Per cada 100 dones de 18 o més anys hi havia 90,1 homes.
La renda mediana per habitatge era de 29.432 $ i la renda mediana per família de 31.635 $. Els homes tenien una renda mediana de 24.583 $ mentre que les dones 17.083 $. La renda per capita de la població era de 12.700 $. Entorn del 9,1% de les famílies i el 15,2% de la població estaven per davall del llindar de pobresa.

## Poblacions més properes
El següent diagrama mostra les poblacions més properes.